# ジーン・クレイン
ジーン・クレイン（Jeanne Crain,  1925年5月25日 - 2003年12月14日）は、アメリカ合衆国の女優である。

## 来歴
1925年、カリフォルニア州サンバーナーディーノ郡はバーストウに生まれる。父親のジョージ・クレインは教師だった。両親が離婚した後は、ロサンゼルスへ移り住んでいる。アイススケートの才能から、ロサンゼルスにあるパン・パシフィック・オーディトリウムでミス・パン・パシフィックへ選ばれたこともある。また、高校時代にオーソン・ウェルズ出演の映画へのオーディションを勧められて受けたことがあり、結果役を得ることはなかったが、1943年に『バズビー・バークリーの集まれ!仲間たち』という映画で映画デビューを果たした。翌年には『勝利の園』へも出演し、その後は順調に映画でキャリアを構築。1949年に出演した『ピンキー』でタイトルロールのピンキーを好演。その演技が評価され、1950年のアカデミー主演女優賞にノミネートされた。1950年代に入ってからも更に出演作を増やし続け、女優としての地位を確固たるものにしている。

### 私生活
1945年に俳優として活動していたポール・ブルックスと結婚し、2人の間には7人の子供が生まれた。2003年に夫のポールが亡くなるまで夫婦生活が続いた。

### 死去
夫のポール・ブルックスが死去してから数カ月後、ジーンも心臓発作により死去。78歳だった。

## 出演作品

### 映画
- バズビー・バークリーの集まれ!仲間たち The Gang's All Here (1943)
- 勝利の園 Home in Indiana (1944)
- In the Meantime, Darling (1944)
- Winged Victory (1944)
- ステート・フェア State Fair (1945)
- 哀愁の湖 Leave Her to Heaven (1945)
- Centennial Summer (1946)
- Margie (1946)
- You Were Meant for Me (1948)
- Apartment for Peggy (1948)
- 三人の妻への手紙 A Letter to Three Wives (1949)
- The Fan (1949)
- ピンキー Pinky (1949)
- 一ダースなら安くなる Cheaper by the Dozen (1950)
- Take Care of My Little Girl (1951)
- People Will Talk (1951)
- The Model and the Marriage Broker (1951)
- 続 一ダースなら安くなる Belles on Their Toes (1952)
- 人生模様 Full House (1952)
- Dangerous Crossing (1953)
- Vicki (1953)
- City of Bad Men (1953)
- ジャングルの決闘 Duel in the Jungle (1954)
- 星のない男 Man Without a Star (1955)
- The Second Greatest Sex (1955)
- 紳士はブルーネット娘と結婚する Gentlemen Marry Brunettes (1955)
- 必殺の一弾 The Fastest Gun Alive (1956)
- The Tattered Dress (1957)
- 抱擁 The Joker Is Wild (1957)
- 若草の頃 Meet Me in St. Louis (1959) ※テレビ映画
- 大爆破 Guns of the Timberland (1960)
- Madison Avenue (1961)
- 過去ある喝采 Twenty Plus Two (1961)
- ネフェルティティ ～ナイルの女王 Nefertite, regina del Nilo (1961)
- Ponzio Pilato (1962)
- Col ferro e col fuoco (1962)
- His Model Wife (1962) ※テレビ映画
- Hot Rods to Hell (1967)
- The Night God Screamed (1971)
- ハイジャック Skyjacked (1972)

### テレビドラマ
- Star Stage (1955)
- プレイハウス90 Playhouse 90 (1958)
- Schlitz Playhouse of Stars (1958)
- Goodyear Theatre (1959)
- Riverboat (1959)
- ジェネラル・エレクトリック・シアター General Electric Theater (1960, 1962)
- The United States Steel Hour (1960, 1962)
- The Christophers (1963)
- バークにまかせろ Burke's Law (1964, 1965)
- The Danny Thomas Hour (1968)
- ネーム・オブ・ザ・ゲーム The Name of the Game (1968)
- Owen Marshall, Counselor at Law (1972)